# Флаг Удачного
Флаг муниципального образования «Город Уда́чный» Мирнинского района Республики Саха (Якутия) Российской Федерации — опознавательно-правовой знак, служащий официальным символом муниципального образования.
Флаг города Удачного — святыня городского сообщества, символ его единства и взаимодействия горожан, подлежащий защите как внутри города, так и за его пределами. Флаг города символизирует городское сообщество независимо от вероисповедания и национальности его членов, их принадлежности к партии и общественным движениям.
Флаг утверждён 11 февраля 2009 года и внесён в Государственный геральдический регистр Российской Федерации с присвоением регистрационного номера 4915.

## История
Согласно Программе и условиям открытого республиканского конкурса на разработку эскизного проекта герба и флага муниципального образования «Город Удачный» Республики Саха (Якутия), утверждённой решением сессии Удачнинского городского Совета от 12.05.2006 №-10-10, администрацией муниципального образования «Город Удачный» с 7 июня по 15 сентября 2006 года был объявлен конкурс на разработку эскизного проекта герба и флага муниципального образования «Город Удачный». Решением членов жюри от 12 октября 2006 года конкурс был продлён до 15 декабря 2006 года.
К завершению конкурса было зарегистрировано 7 участников. К рассмотрению жюри было представлено 48 авторских разработок герба и флага.
Рассмотрев представленные авторские разработки и выслушав мнения собравшихся, членами жюри было проведено голосование на специальных бланках. По результатам голосования первое место заняла работа Славко Валентины Антоновны, заведующей детской школой искусств города Мирный.
Решением Удачнинского городского Совета от 28 марта 2007 года № 19-4 были приняты за основу проекты герба и флага муниципального образования «Город Удачный», занявшие первое место по итогам проведения конкурса, и были направлены на экспертизу в геральдическую комиссию при Президенте Республики Саха (Якутия) и геральдическую комиссию при Президенте Российской Федерации.
По решению Геральдического совета при Президенте Российской Федерации было рекомендовано доработать герб и флаг города Удачного и утвердить их описания.
Решением городского Совета муниципального образования «Город Удачный» от 11 февраля 2009 года № 15-2 были утверждены окончательные варианты герба и флага муниципального образования «Город Удачный».

## Описание
«Прямоугольное полотнище с отношением ширины к длине 2:3 воспроизводящее композиции Герба города Удачного в синем, зелёном и белом цветах».
Геральдическое описание герба гласит: «В лазоревом поле с зелёной, окаймлённой серебром, ступенчатой в три понижающихся вправо ступени оконечностью серебряный алмаз, сопровождаемый вверху справа — серебряной звездой, вверху слева — развивающимся от левого края вымпелом в цвет поля, многократно просечённым серебром».

## Символика
Флаг по своему содержанию един и гармоничен: все фигуры флага муниципального образования «Город Удачный» символизируют жителей как тружеников, приносящих весомый вклад в экономическое, культурное, духовное развитие своего родного города, района, Республики Саха (Якутия), России.
Изображение в центре Флага алмаза имеет многогранный смысл: освоение алмазных месторождений, строительство города и становление и развитие алмазодобывающей промышленности.
Синий цвет (лазурь) в геральдике — символ чести, славы, преданности, истины, красоты, добродетели и чистого неба.
Белый цвет (серебряный) во флаге говорит о бескрайних северных просторах.
Белый цвет (серебро) в геральдике — символ простоты, совершенства, мудрости, благородства, мира и взаимного сотрудничества.
Зелёный цвет обозначает достаток, стабильность, процветание, надежду, изобилие, свободу, а также природные богатства нашего района.